# Tuffi dalle grandi altezze ai campionati mondiali di nuoto 2024
Le competizioni di tuffi dalle grandi altezze ai campionati mondiali di nuoto 2024 si sono svolte dal 13 al 15 febbraio 2024 nelle acque del Doha Port di Doha, in Qatar.
Sono state disputate due gare, maschile e femminile, di 4 tuffi ciascuna.

## Calendario
| Data             | Ora ()             | Evento              |
| ---------------- | ------------------ | ------------------- |
| 13 febbraio 2024 |                    | Femminile tuffi 1-2 |
| 13 febbraio 2024 | Maschile tuffi 1-2 |                     |
| 14 febbraio 2024 |                    | Femminile tuffi 3-4 |
| 15 febbraio 2024 |                    | Maschile tuffi 3-4  |

## Podi
| Evento               | Oro              | Punteggio | Argento       | Punteggio | Bronzo              | Punteggio |
| -------------------- | ---------------- | --------- | ------------- | --------- | ------------------- | --------- |
| Maschile (dettagli)  | Aidan Heslop     | 422,95    | Gary Hunt     | 413,25    | Cătălin-Petru Preda | 410,20    |
| Femminile (dettagli) | Rhiannan Iffland | 342,00    | Molly Carlson | 320,70    | Jessica Macaulay    | 320,35    |

## Medagliere
| Pos.   | Paese         | Oro | Argento | Bronzo | Totale |
| ------ | ------------- | --- | ------- | ------ | ------ |
| 1      | Australia     | 1   | 0       | 0      | 1      |
| 1      | Gran Bretagna | 1   | 0       | 0      | 1      |
| 3      | Canada        | 0   | 1       | 1      | 2      |
| 4      | Francia       | 0   | 1       | 0      | 1      |
| 4      | Romania       | 0   | 0       | 1      | 1      |
| Totale | Totale        | 2   | 2       | 2      | 6      |